# Janusz Zakrzeński
Janusz Stanisław Zakrzeński (8. března 1936, Przededworze, Polsko – 10. dubna 2010, Pečersk, Rusko) byl polský filmový a divadelní herec.

## Životopis
V roce 1953 absolvoval střední školu ve Vratislavi. Byl hercem Divadla Julia Słowackého v Krakově (1960–1967), Polského divadla ve Varšavě (1967–1974), Nového divadla ve Varšavě (1974–1984) a Polského národního divadla ve Vratislavi (1984–1985). V Polském divadle (Teatr Polski) ve Varšavě pak hrál od roku 1985 až do své smrti. Napsal knihy Moje spotkania z Marszałkiem a Gawędy o potędze słowa. Obdržel řadu cen včetně Řádu Polonia Restituta.
Zemřel při leteckém neštěstí u ruského Smolensku 10. dubna 2010.